# Jindong-myeon, Paju
Jindong-myeon (koreanska: 진동면) är en socken i kommunen Paju i provinsen Gyeonggi i den nordvästra delen av Sydkorea, 45 km norr om huvudstaden Seoul.
Den ligger till större delen i Koreas demilitariserade zon och större delen av socknen är obebodd. 